# Trhypochthonius conspectus
Trhypochthonius conspectus är en kvalsterart som beskrevs av Sergienko 1991. Trhypochthonius conspectus ingår i släktet Trhypochthonius och familjen Trhypochthoniidae. Inga underarter finns listade i Catalogue of Life.